# Ahmetler (Eşme)
Ahmetler ist eine Gemeinde im Landkreis Eşme, der Provinz Uşak in der Türkei. Ahmetler liegt etwa 10 km von Eşme und 40 km von der Provinzhauptstadt Uşak entfernt. 
Im Ort gibt es eine Grundschule. Medizinische Versorgung ist durch einen Arzt und zwei Schwestern gewährleistet. Haupterwerbsquelle ist die Landwirtschaft. Es wird Getreide, Obst und Tabak angebaut, außerdem sind Teppichwebereien ansässig.
Sehenswert sind die Burg Ahmetler Kalesi (Macar Dağındaki) und der Brunnen Hasan Bey Çeşmesi.